# Кемптон-Парк
Кемптон-Парк (англ. Kempton Park, африк. Kemptonpark) — город на востоке Южно-Африканской Республики, на территории провинции Гаутенг. Входит в состав городского округа Экурхулени.

## История
Поселение, из которого позднее вырос город, возникло в 1903 году и первоначально называлось Кемптен, в честь баварского города Кемптен, который являлся местом рождения Карла Вольфа, основателя Кемптон-Парка.

## Географическое положение
Город расположен в восточной части провинции, на плато Высокий Велд, на расстоянии приблизительно 10 километров к северо-востоку от Йоханнесбурга, административного центра провинции . Абсолютная высота — 1788 метров над уровнем моря.

## Климат
Среднегодовое количество осадков — 549 мм. Наибольшее количество осадков выпадает в период с октября по март. Средний максимум температуры воздуха варьируется от 16,8 °C (в июне), до 26 °C (в январе). Самым холодным месяцем в году является июль. Средняя минимальная ночная температура для этого месяца составляет 0,9 °C.

## Население
По данным официальной переписи 2001 года, население составляло 117 271 человек, из которых мужчины составляли 48,58 %, женщины — соответственно 51,42 %. В расовом отношении белые составляли 70,63 % от населения города, негры — 25,82 %; цветные — 1,82 %; азиаты (в том числе индийцы) — 1,75 %. Наиболее распространёнными среди горожан языками были: африкаанс (47,11 %), английский (28,42 %), северный сото (6,06 %) и зулу (5,95 %).

Согласно данным, полученным в ходе проведения официальной переписи 2011 года, в Кемптон-Парке проживало 171 575 человек, из которых мужчины составляли 49 %, женщины — соответственно 51 %. В расовом отношении белые составляли 46,85 % от населения города, негры— 46,56 %; азиаты (в том числе индийцы) — 3,32 %; цветные — 2,34 %, представители других рас — 0,93 %. Наиболее распространёнными среди жителей города языками являлись: африкаанс (34,96 %), английский (26,21 %), зулу (8,64 %), северный сото (7,82 %).